# Cocoon
《Cocoon》是2023年益智类冒险游戏，由Geometric Interactive开发、安纳布尔纳互动发行。游戏对应任天堂Switch、PlayStation 4、PlayStation 5、Windows、Xbox One、Xbox Series平台。
《Cocoon》各平台在Metacritic上的汇总得分为88—90分，在OpenCritic的评论推荐率为99%。游戏获得游戏开发者选择奖之2023年年度游戏提名。